# Klaus Georgi (Regisseur)
Klaus Georgi (* 22. Oktober 1925 in Halle (Saale); † 28. April 2012 in Zeisholz) war ein deutscher Regisseur für Animationsfilme.

## Leben und Werk
Klaus Georgi wurde 1925 in Halle (Saale) geboren. Von 1946 bis 1952 studierte er an der Kunstschule in der Burg Giebichenstein bei Walter Funkat und arbeitete nach seinem Diplomabschluss als freiberuflicher Grafikdesigner. Er wurde später Mitglied der Ateliergemeinschaft „Wir fünf“ in Halle zusammen mit Katja Georgi, Christl Wiemer und Hans-Ulrich Wiemer, Otto Sacher und Helmut Barkowsky. Er gehörte weiterhin zur Gründungsgeneration des DEFA-Studios für Trickfilme in Dresden und war von 1955 bis 1989 einer seiner Hauptanimatoren.
Das DEFA-Studio für Trickfilme Dresden wurde am 1. April 1955 als staatliches Studio für Animationsfilme der DDR gegründet. Bis 1992 entstanden hauptsächlich Filme für Kinder, aber auch Satiren und künstlerische Filme für Erwachsene in verschiedenen Animationstechniken: Zeichentrick-, Scherenschnitt (Silhouetten)-, Flachfiguren-, Puppentrick- und Handpuppenfilm, von renommierten Regisseuren wie Lothar Barke, Kurt Weiler, Günter Rätz, Otto Sacher, Bruno J. Böttge, Katja Georgi u. v. a. Klaus Georgi drehte hauptsächlich Zeichentrickfilme und einige wenige Puppenanimationen. Seine Filmografie umfasst nahezu 70 Titel. Er wurde mit dem Heinrich-Greif-Preis geehrt.
Georgi war bis 1990 Mitglied des Verbands Bildender Künstler der DDR.
Er war verheiratet mit der Animationsfilmemacherin Katja Georgi.

## Darstellung Georgis in der bildenden Kunst der DDR
- Heinz Drache: Heinrich-Greif-Preisträger Regisseur Klaus Georgi (vor 1961, Öl, 137,5 × 99,5 cm)

## Filmografie (Auswahl)
- 1956: Die Geschichte von den Windgeistern
- 1958: Blaue Mäuse gibt es nicht
- 1961: Karli Kippe
- 1963: Heiner und seine Hähnchen
- 1968: Der Roboter
- 1979: Varianten
- 1980/1981: Herr Daff macht eine Filmaufnahme, Herr Daff geht ins Museum, Herr Daff zieht um
- 1986: Konsequenz
- 1988: Die Panne, Bauch und Seele
- 1989: Der Kreis, Sonntag, Das Monument